# Kisvárosi gyilkosok
A Kisvárosi gyilkosok (eredeti cím: Draeberne fra Nibe) 2017-ben bemutatott dán film. A filmet Ole Bornedal írta és rendezte, a főszerepekben Nicolas Bro és Ulrich Thomsen látható. Műfaja bűnügyi-vígjáték, hossza 90 perc.
Magyarországon 2017. június 29-én mutatták be. 

## Cselekmény
Két kereskedő, Ib és Edward belefáradt élettelen, szexmentes házasságukba, és arról álmodoznak, hogy a pénzükből jobb életet éljenek. A két férfi a feleségeikkel való hatalmas veszekedés után leissza magát, és az interneten keresztül felbérel egy orosz bérgyilkost, hogy végezzen a házastársakkal. Ám csúnyán alábecsülték a feleségeiket, és ez egy abszurd kaland kezdetévé válik, ahol Ib és Edward saját rémületükre a meggyilkolandók listájának élén találják magukat.

## Szereplők
- Nicolas Bro
- Ulrich Thomsen
- Mia Lyhne
- Marcin Dorocinski
- Lene Maria Christensen
- Birthe Neumann
- Joel Spira